# Österreichischer Leichtathletik-Verband
Österreichischer Leichtathletik-Verband – austriacka narodowa federacja lekkoatletyczna. Siedziba znajduje się w Wiedniu. Od marca 2011 prezesem jest Ralph Vallon. Federacja jest członkiem European Athletics. W 2002 federacja organizowała w Wiedniu halowe mistrzostwa Europy.